# Biblioteca Chabad

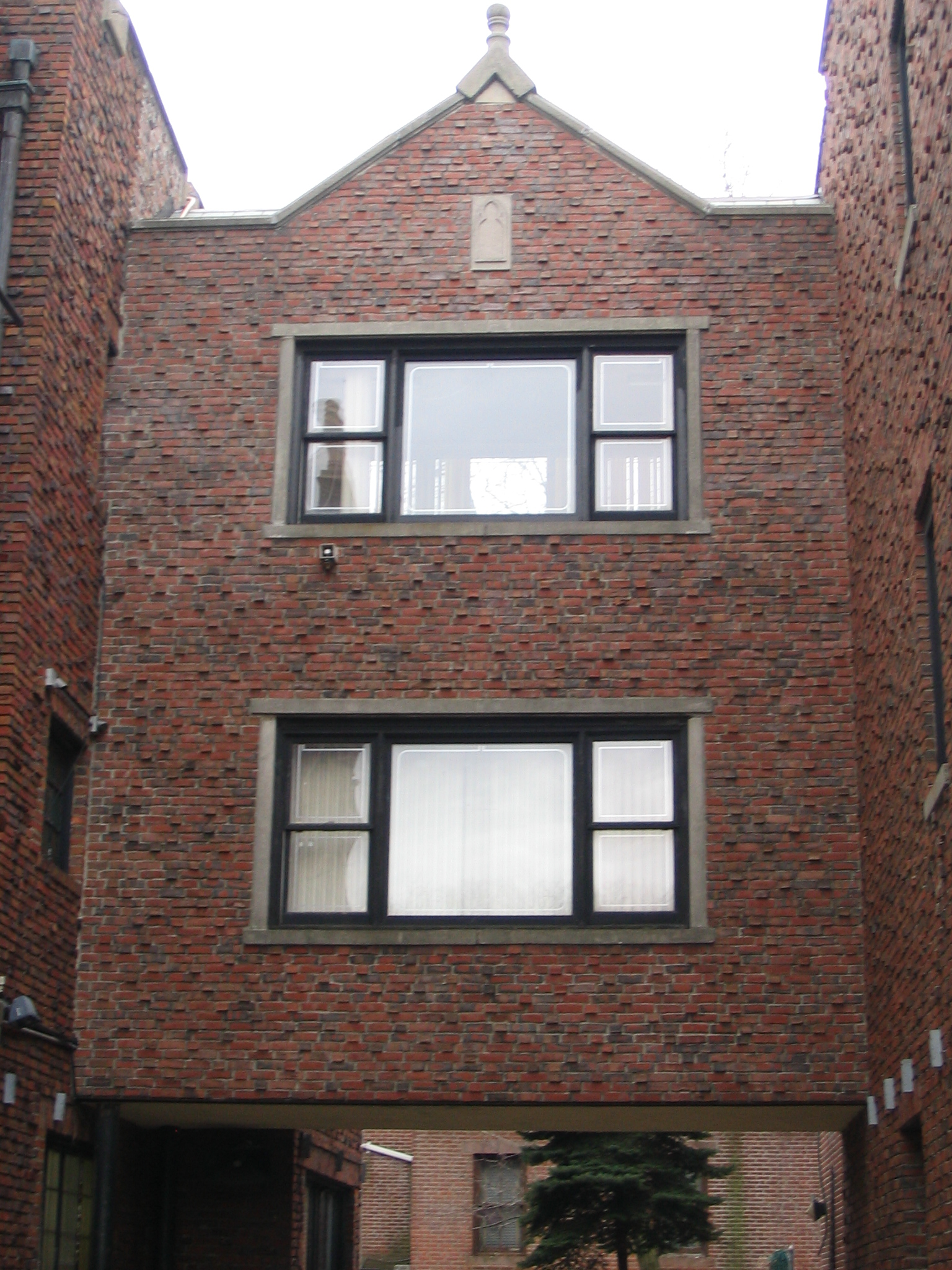
Biblioteca Chabad

Ufficialmente chiamata la Library Of Agudas Chassidei Chabad (Biblioteca dell'Agudas Chassidei Chabad) (anche Biblioteca Chabad o Biblioteca Lubavitch), è una biblioteca di ricerca di proprietà dell'organizzazione Agudas Chasidei Chabad. La sua sala di lettura fu inaugurata nel 1992 e la sala espositiva nel 1994. La biblioteca fa parte del quartier generale Lubavitch a 770 Eastern Parkway,  Brooklyn (New York) e viene utilizzata da studiosi Chabad e in generale da studenti del Giudaismo, visitata inoltre ogni anno da migliaia di persone.

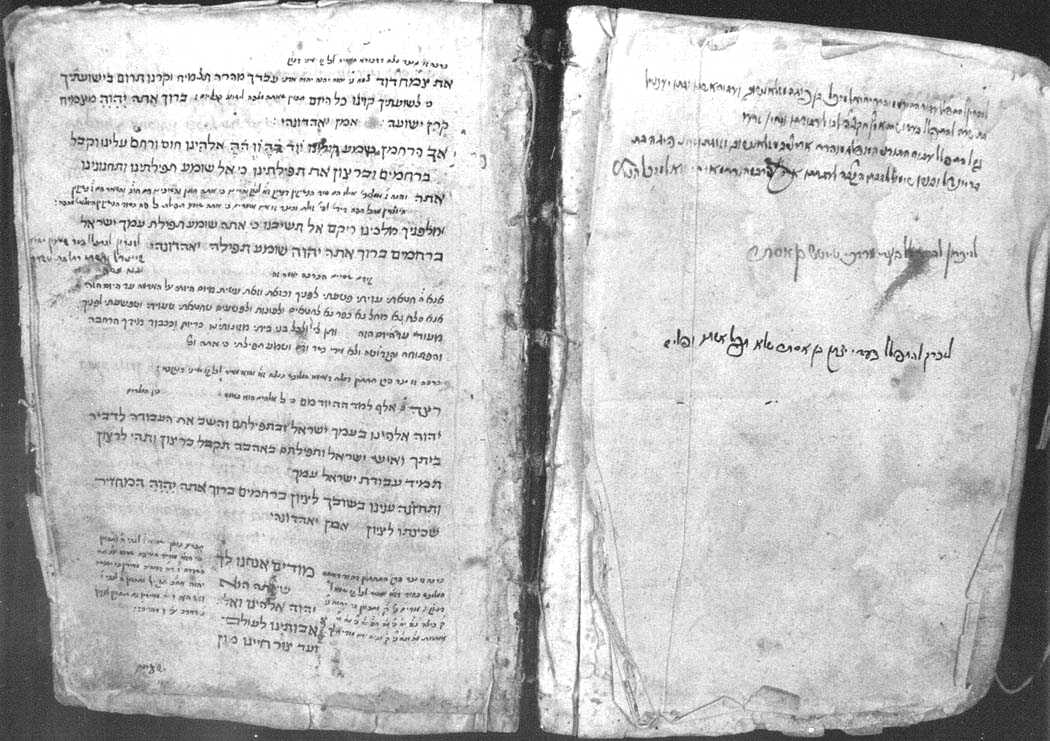
Il siddur del Baal Shem Tov (archivio #1994)

## Collezioni
La biblioteca contiene 250.000 volumi, in maggioranza scritti in ebraico e Yiddish. Molti sono edizioni rare e uniche della biblioteca. Si conservano inoltre più di 100.000 lettere, artefatti e fotografie che appartengono o sono state scritte dai Rebbe di Chabad e dai loro chasidim.
Fa parte della collezione il siddur del Baal Shem Tov, che viene preservato in un posto sicuro e può essere solo maneggiato dal Direttore della biblioteca.